# Podgórki (Malechowo)
Podgórki (deutsch Deutsch Puddiger) ist ein Dorf in der polnischen Woiwodschaft Westpommern. Es gehört zur Landgemeinde Malechowo (Malchow) im Powiat Sławieński (Kreis Schlawe).

## Geographische Lage
Podgórki liegt zehn Kilometer südlich der Kreisstadt Sławno. Es liegt an einer Nebenstraße, die Żegocino (Segenthin) mit Ostrowiec (Wusterwitz) an der Woiwodschaftsstraße 205 (Sławno – Polanów (Pollnow) – Bobolice (Bublitz)) verbindet. Bis 1945 war das Dorf Bahnstation an der Kleinbahnstrecke Schlawe–Pollnow–Sydow der Schlawer Bahnen. Der nächste Bahnanschluss heute besteht in Sławno an den PKP-Linien Nr. 202 (Stargard (Stargard (Pommern)) – Gdańsk (Danzig)) und Nr. 418 (Darłowo (Rügenwalde) – Korzybie (Zollbrück)).
Nachbargemeinden von Podgórki sind: im Westen Święcianowo (Wiesenthal) und Żegocino (Segenthin), im Norden Smardzewo (Schmarsow), im Osten Ostrowiec (Wusterwitz) und im Süden Białęcino (Balenthin).

## Ortsname
Der Name Deutsch Puddiger (früher auch Pudegger) unterscheidet das Dorf von dem zwölf Kilometer südostwärts gelegenen Wendisch Puddiger (zwischen 1938 und 1945 nur noch Puddiger) im ehemaligen Landkreis Rummelsburg i. Pom. Im Polnischen wird der Unterschied sprachlich verfeinert: Podgórki und Podgóry.

## Geschichte
Im Jahre 1325 wird Deutsch Puddiger als Lehen von Berndt von Heydebreck erwähnt. Zweimal taucht der Ortsname dann im Zusammenhang von Personennamen in Urfehdebriefen auf: 1388 mit dem Namen Marquart Puddegheres und 1453 mit dem Namen Clawes Manduvel tho Puddeguhr. 
1784 hatte das Dorf ein Vorwerk, neun Bauern, einen Schulmeister, eine Schäferei und acht Kolonistenfamilien bei insgesamt 16 Feuerstellen (Haushaltungen). 1844 kaufte Gustav Heinrich von Blumenthal das Gut, in dessen Familie es blieb. Letzter Eigentümer vor 1945 war Horst von Blumenthal.
1818 lebten in Deutsch Puddiger 157 Einwohner. Ihre Zahl stieg bis 1885 auf 301, sank dann jedoch bis 1939 auf 252.
Bis 1945 gehörte Deutsch Puddiger mit dem Ortsteil Felixhof (polnisch Uniesław) und den Gemeinden Segenthin (Żegocino) und Wiesenthal (Święcianowo) zum Amtsbezirk Segenthin im Landkreis Schlawe i. Pom. im Regierungsbezirk Köslin der preußischen Provinz Pommern. Standesamtlich war das Dorf ebenfalls mit den beiden anderen Gemeinden sowie Wusterwitz (Ostrowiec) und Balenthin (Białęcino) nach Segenthin hin orientiert, und das zuständige Amtsgericht stand in Schlawe.
Als die Truppen der Roten Armee die Grabow (Grabowa) erreichten und nach Norden durchbrachen, begab sich die Bevölkerung von Deutsch Puddiger am 5. März 1945 auf die Flucht und gelangte bis in die Gegend von Klein Runow (Runowo Sławieńskie). Dort wurden sie von den sowjetischen Truppen eingeholt und zur Heimkehr gezwungen. Noch bis 1957 lebten Deutsche in dem Ort, der unter dem Namen Podgórki unter polnische Verwaltung kam und heute zur Gmina Malechowo im Powiat Sławieński der Woiwodschaft Westpommern (bis 1998 Woiwodschaft Köslin) gehört.

## Kirche

### Kirchengemeinde
Bis auf zwei Katholiken war die Einwohnerschaft von Deutsch Puddiger im Jahre 1939 evangelischer Konfession. Das Dorf bildete eine selbständige Kirchengemeinde, in die der Ort Segenthin eingegliedert war. Als solche war Deutsch Puddiger eine Filialgemeinde im Kirchspiel Wusterwitz, zu dem auch noch die Orte Balenthin und Wiesenthal gehörten. Das Kirchspiel Wusterwitz lag im Kirchenkreis Schlawe der evangelischen Kirche der Altpreußischen Union. 1940 zählte es 1766 Gemeindeglieder, von denen 876 zur Kirchengemeinde Deutsch Puddiger gehörten. Der Kirchenpatron war zuletzt Gutsbesitzer Horst von Blumenthal. Letzter deutscher Geistlicher war Pfarrer Heinz Anger.
Seit 1945 sind die Einwohner von Podgórki überwiegend römisch-katholischer Konfession. Weiterhin ist der Ort eine Filialgemeinde im Kirchspiel Ostrowiec, dem nun aber auch noch die Filialgemeinden Krąg (Krangen) und Smardzewo (Schmarsow) zugehören. Die Parochie Ostrowiec liegt im Dekanat Sławno im Bistum Köslin-Kolberg der Katholischen Kirche in Polen. Die wenigen evangelischen Einwohner sind jetzt in das Kirchspiel Koszalin (Köslin) in der Diözese Pommern-Großpolen der Evangelisch-Augsburgischen Kirche in Polen integriert.

### Dorfkirche
Die Kirche ist ein schlichter Bau aus Ziegeln und Feldsteinen, etwa im beginnenden 16. Jahrhundert erbaut. Zwischen 1690 und 1705 wurde der Turm erneuert. 1718 schenkte Adam von Podewils zwei Altarleuchter aus Zinn. Eine kupferne Taufschale stammt aus dem Jahre 1615.
Über 400 Jahre fanden in der Kirche evangelische Gottesdienste statt, bis sie nach dem Zweiten Weltkrieg zugunsten der katholischen Kirche enteignet wurde. Diese weihte sie am 7. Juli 1947 neu und stellte sie unter das Patrozinium St. Josef, der Arbeiter.

## Schule
Im Jahre 1910 wurde in Deutsch Puddiger eine einklassige Schule mit Lehrerwohnung erbaut, nachdem das alte Schulhaus abgebrannt war. Es wurde 30–35 Kinder unterrichtet, wobei die Zahl während der Kriegsjahre auf 50 stieg, als auch die Balenthiner Kinder die Schule besuchten. Letzter Lehrer war Walter Gerth.

## Persönlichkeiten

### Söhne und Töchter des Ortes
- Kurt Schwerdtfeger (1897–1966), deutscher Bildhauer und Hochschullehrer